# Амбеґаон
Амбеґаон — місто і міська рада в окрузі Пуне, штат Махараштра.

## Принагідно
- Alandi

| Індія | Це незавершена стаття з географії Індії. Ви можете допомогти проєкту, виправивши або дописавши її. |